# 富尔达
富尔达（德語：Fulda，發音：[ˈfʊlda] ⓘ）是德国黑森州卡塞尔行政区富尔达县的城市，也是富尔达县的县治，面积104.05平方千米，2023年12月31日人口为70,366人。
富尔达坐落在同名河畔，是黑森州第九大城市，是该州七个特殊地位城市之一，也是东黑森地区第一大城市与政治、文化中心。

## 友好城市
富尔达与以下城市结为友好城市：
- 義大利 科莫（1960年）
- 法國 阿尔勒（1964年）
- 俄羅斯 謝爾吉耶夫鎮（1991年）
- 美国 威尔明顿（1997年）
- 捷克 利托梅日采（2001年）
- 荷蘭 多克姆（2013年）